# Coeliccia loogali
Coeliccia loogali – gatunek ważki z rodziny pióronogowatych (Platycnemididae). Występuje w południowo-wschodniej Azji; stwierdzony w Mjanmie, Tajlandii, Laosie oraz w stanie Mizoram w północno-wschodnich Indiach. Istnieje także stare stwierdzenie samicy w Nepalu, ale prawdopodobnie był to przedstawiciel innego gatunku.
Gatunek ten opisał Frederic Charles Fraser w artykule Franka Fortescue Laidlawa opublikowanym w 1932 roku na łamach czasopisma „Records of the Indian Museum”. Holotyp (samiec) i alotyp (samica) zostały odłowione w 1924 roku w Birmie w rejonie miasta Maymyo (obecnie Pyin U Lwin). Wymiary holotypu: długość odwłoka – 43 mm, długość tylnego skrzydła – 28 mm; wymiary alotypu: długość odwłoka – 43 mm, długość tylnego skrzydła – 29 mm.